# Fuentenava de Jábaga
Fuentenava de Jábaga est une municipalité espagnole de la province de Cuenca, dans la région autonome de Castille-La Manche.